# 헬레

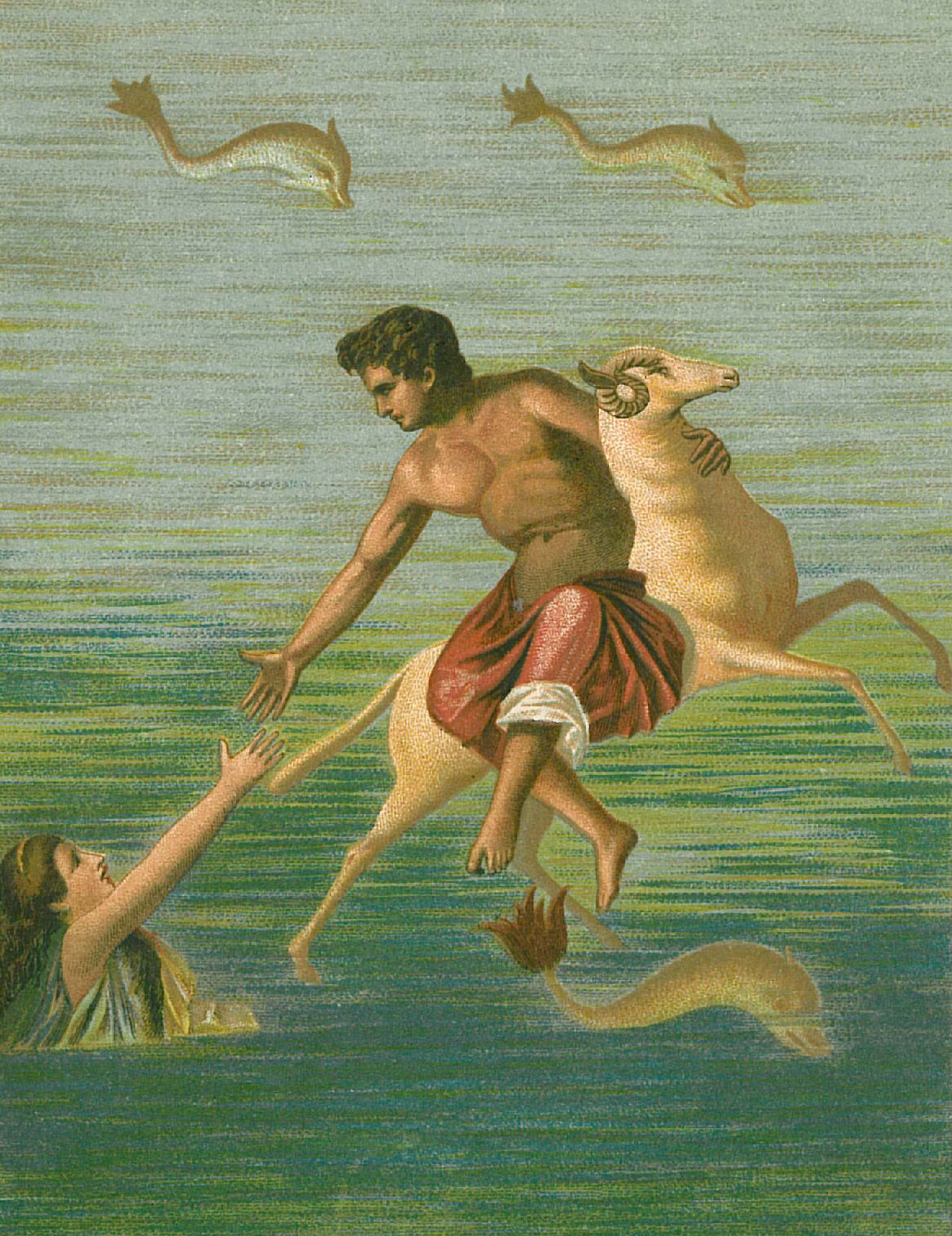
바다에 빠지는 헬레.

헬레(그리스어: Ἕλλη)는 그리스 신화에 나오는 인물로 보이오티아의 왕 아타마스와 구름의 요정 네펠레 사이에서 태어난 딸이다. 프릭소스와는 쌍둥이 남매지간이다. 아버지 아타마스는 네펠레를 버리고 카드모스의 딸 이노와 다시 결혼하는데, 의붓어머니인 이노는 전 부인 네펠레에게서 태어난 아이들을 미워해서 죽이려고 계략을 꾸몄다. 이노는 여자들에게 남자들 몰래 밀알 종자를 볶게 했고, 이듬해 남자들은 그 씨를 뿌렸다. 곡식이 전혀 자라지 않게 되자 아타마스는 텔포이로 사람을 보내어 흉년을 벗어날 길을 묻게 하였는데, 이노는 예언자를 미리 매수하여 프릭소스의 목을 희생제물로 바치면 기근이 멈출거라는 신탁을 내리게 만들었다. 백성들의 강요로 아타마스는 프릭소스를 죽이려고 제단에 세웠는데 네펠레가 프릭소스와 헬레를 구해달라고 기도하는 모습을 본 제우스가 헤르메스와 황금양을 보내서 프릭소스와 헬레를 구한다. 프릭소스와 헬레는 날개달린 황금양을 타고 바다를 건너서 도망치는데 헬레가 어지럼증을 느껴서 양에서 떨어져 바다에 빠져서 죽는다. 헬레가 빠져 죽은 이 바다는 "헬레의 바다"라는 뜻의 헬레스폰토스라고 불리며, 현재의 다르다넬스 해협이다. 일설에는 헬레가 바다의 신 포세이돈과 결혼하여 알몹스와 파이온을 낳았다고 한다.
네펠레는 다시 아타마스와 재혼했다.